# Quiraing
Quiraing is de naam van een aardverschuiving op de oostelijke zijde van de Meall na Suiramach, de meest noordelijke top van de Trotternish Ridge op het eiland Skye in Schotland. Quiraing is 543 m hoog en zijn benaming stamt uit het Oudnoords. De woorden kvi en rand betekenen ronde plooiing. In het Goidelisch wordt deze plaats Cuith-Raing genoemd.
Er wordt verteld dat ten tijde van de invallen van de Vikingen hier vee werd verstopt. Quiraing is het enige deel van dit gebied dat nog verschuift: de weg aan de basis bij Flodigarry moet nog ieder jaar worden hersteld.

## Toerisme
De Quiraing is een populaire toeristische attractie op Isle of Skye. De wandelroute start bij de parkeerplaats, die halverwege de weg van Digg naar Uig ligt. De Quiraing is vanuit het oosten per bus bereikbaar door het volgen van het wandelpad vanaf de rondweg bij Flodigarry.  Golvende groene bergen, ruige hoge kliffen, uitgestrekte plateaus en scherpe rotsformaties kenmerken het gebied. De wandeling kan helemaal rond gelopen worden. Na het eerste deel (tot aan het hek) is het ondanks de steile hellingen waar langs het pad loopt, een redelijk makkelijke route. De meeste wandelaars keren bij het hek om. Andere wandelaars zullen de route helemaal rond lopen, en de route wordt dan uitdagender zonder duidelijke bewegwijzering. Bij flinke regenval en hevige windstoten wordt het afgeraden om de route te lopen. Het weer is overigens zeer onvoorspelbaar in Schotland. Dit geldt ook voor Isle of Skye.
In de omgeving zijn de volgende toeristische plekken te vinden: Portree, The Storr (met karakteristieke rotspilaren zoals The Old Man of Storr) en Kilt Rock (met de waterval Mealt Falls).

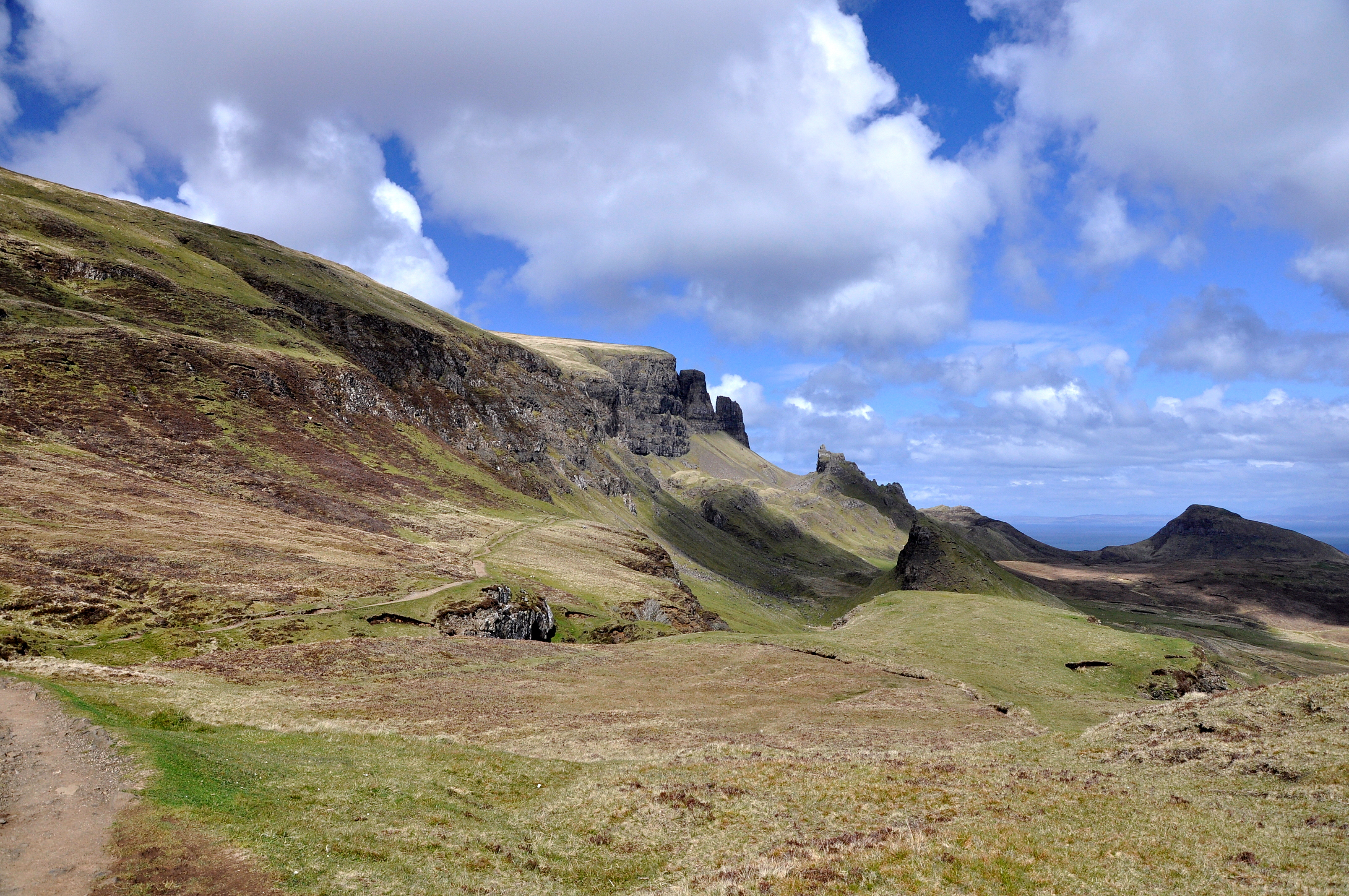
Quiraing
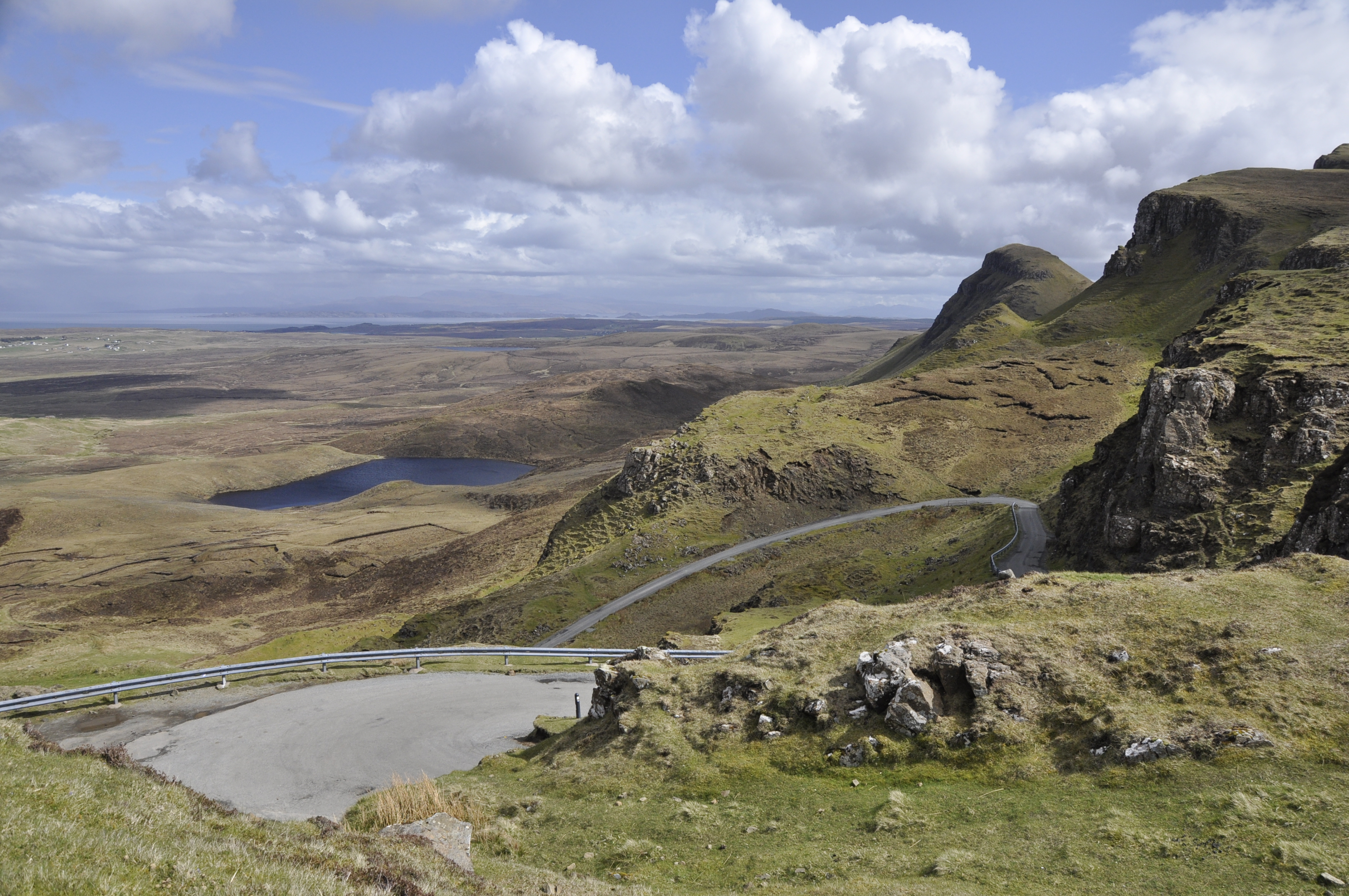
Quiraing en de weg naar het oosten
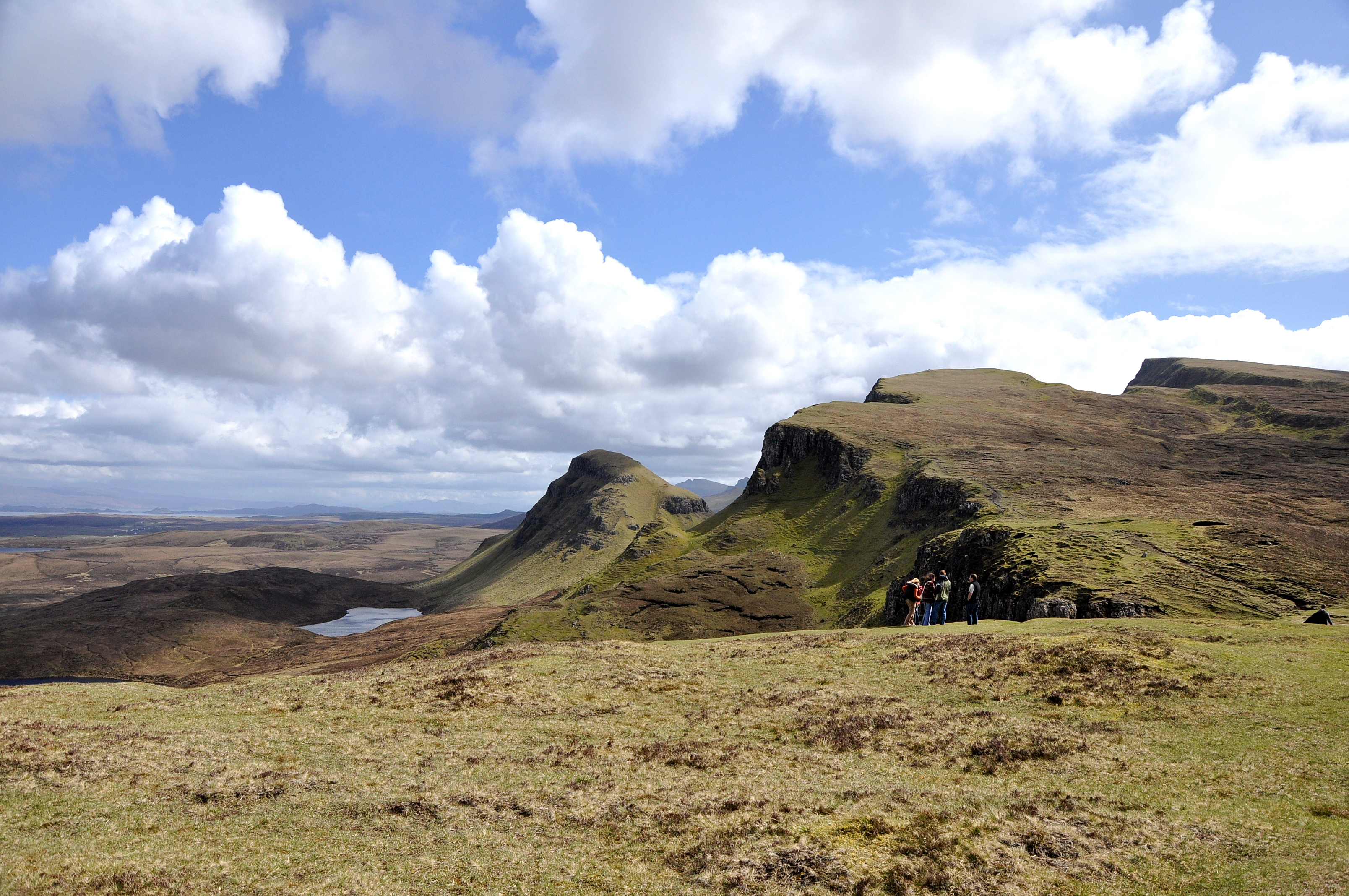
Quiraing in zuidelijke richting